# Миллер, Реджи
Реджинальд Уэйн (Реджи) Миллер (англ. Reginald Wayne "Reggie" Miller; родился 24 августа 1965 в Риверсайде, Калифорния) — американский баскетболист. Известен, как один из величайших исполнителей трёхочковых бросков в истории НБА. На 2025 год занимает шестое место по количеству забитых трёхочковых бросков в истории лиги. Член Зала славы баскетбола с 2012 года.

## Ранние годы
Миллер родился в Риверсайде, штат Калифорния, и посещал среднюю политехническую школу Риверсайда. Он родился с деформацией бедра, что мешало ему правильно ходить, и до четырех лет он носил ножные скобы, чтобы исправить врожденный дефект.
Родился в многодетной спортивной семье, один из пяти детей. Его брат Даррелл — бывший игрок Главной лиге бейсбола (кетчер калифорнийской команды «Лос-Анджелес Энджелс»). Его сестра Тэмми играла в волейбол в «Cal State Fullerton Titans», его старшая сестра Шерил также является баскетболисткой и членом Зала славы баскетбола. Шерил была членом национальной сборной США 1984 года, завоевавшей золотые медали, и работает аналитиком на «Turner Sports». Миллер утверждает, что его неординарный стиль трёхочковых бросков (высокая дуга броска) был разработан для того, чтобы обойти блок его сестры. Его брат Сол-младший стал музыкантом и пошел по стопам отца на военную службу.

## Университет
Миллер учился в Калифорнийском университете в Лос-Анджелесе (UCLA), где получил степень по истории. В сезоне NCAA 1984/85 он помог команде «УКЛА Брюинз» стать чемпионом Национального пригласительного турнира.
По состоянию на 2009 год Миллеру по-прежнему принадлежат рекорды Калифорнийского университета по количеству набранных очков, среднему количеству очков в лиге и количеству штрафных бросков. Ему также принадлежат несколько индивидуальных игровых рекордов. В 2013 году Калифорнийский университет в Лос-Анджелесе вывел из обращения его номер 31.

## Профессиональная карьера

### Ранняя карьера (1987—1993)
Миллер был выбран командой «Индиана Пэйсерс» под общим 11-м номером в первом раунде драфта НБА 1987 года. Болельщики изначально были расстроены тем, что «Пэйсерс» выбрали Миллера, а не уроженца Нью-Касла, штат Индиана, Стива Олфорда. Миллер носил майку под номером 31, играя за «Пэйсерс», подстраховывая защитника Джона Лонга, прежде чем стать основным игроком. Миллер заработал хорошую репутацию, он помог выйти «Индиане» в плей-офф за долгие годы.
После того, как «Пэйсерс» продали Чака Персона в межсезонье 1992 года, Миллер зарекомендовал себя как отличный снайпер. 28 ноября 1992 года он набрал рекордные 57 очков в игре с «Шарлотт Хорнетс», одержав победу со счетом 134—122 . Миллер забил 4 трёхочковых из 11 попыток,12 средних бросков из 18, а также забил 21 штрафных бросков из 23. 57 очков, которые он набрал, были вторым по величине результатом в НБА в сезоне 1992/93 (больше набрал лишь Майкл Джордан, 64 очка, в игре против «Орландо» 16 января) и до сих пор остаются командным рекордом «Пэйсерс».

### 1993—2000
Имя Миллера стало широко известно во время финала Восточной конференции 1994 года. «Пэйсерс» играли против «Никс». В пятой игре, Реджи набрал 39 очков, 25 из них в четвертой четверти. На протяжении всех матчей знаменитый фанат «Никс» Спайк Ли пытался морально вывести из себя Миллера. Момент, где Миллер обращается к болельщику и, где хватает себя за шею, адресован именно Ли. Несмотря на победу в этом матче, «Никс» всё же одолели «Индиану» в серии.

### «Восемь очков за девять секунд»
7 мая 1995 года Миллер набрал восемь очков за 8,9 секунды в первой игре полуфинала Восточной конференции вновь против «Никс», что привело «Пэйсерс» к победе со счетом 107:105.
Когда до конца игры оставалось 18,7 секунды, а «Пэйсерс» проигрывали 99:105, Миллер принял передачу Марка Джексона, совершил 3-очковый бросок, перехватил передачу Энтони Мейсона, вернулся за дугу и сравнял счет еще одним 3-очковым броском. В следующем розыгрыше Сэм Митчелл сфолил на Джоне Старксе, но Джон смазал оба штрафных, однако Патрик Юинг совершил подбор, но промазал бросок, мяч отскочил к Миллеру, на нём сфолили, и он попал оба штрафных броска. «Индиана» одержала победу со счётом 107:105.
Как и в прошлом году, «Пэйсерс» одолели «Никс» в семи матчах, а затем проиграли Орландо Мэджик в финале конференции в семи матчах. В конце сезона 1996 года Миллер упал на паркет и получил травму глаза, в результате чего он не смог играть в плей-офф вплоть до пятой игры против «Атланты Хокс», где он надел защитные очки. «Пэйсерс» проиграли «Хокс» и выбыли.
Пропустив плей-офф в сезоне 1997 года, «Пэйсерс» вернулись в постсезон в 1998 году. Они победили «Кливленд Кавальерс» и «Никс» и вышли в финал Восточной конференции, где встретились с Майклом Джорданом и действующим чемпионом «Буллз». «Быки» вели в серии 2-1. 25 мая 1998 года на домашней арене «Пэйсерс» в четвёртой игре проигрывали «Чикаго» 94-93, но Миллеру удалось освободиться от опеки Майкла, получить пас от Деррека Маккей и забить победный трёхочковый. Однако серию выиграли «Буллз», а в финале завоевали свой шестой последний титул эпохи Майкла Джордана / Скотти Пиппена.
После того, как Джордан завершил карьеру «Пэйсерс» считались одними из фаворитов на Востоке перед началом сезона 1999 года. По итогам регулярного сезона, «Пэйсерс» заняли второе место на Востоке, «Пэйсерс» снова встретились с «Никс» в финале Восточной конференции. Эта серия закончилась для Индианы неутешительно, они уступили «Никс» в 6 матчах. В решающей шестой игре Миллер показал один из худших результатов в своей карьере, набрав всего 8 очков. Он также промазал семь из восьми трехочковых попыток.

### Выступление в финале НБА
6 мая 2000 года в первой игре полуфинала Восточной конференции против Филадельфия Севенти Сиксерс Миллер и его товарищ по команде Джейлен Роуз набрали по 40 очков каждый, став самым результативным дуэтом в истории плей-офф. «Пэйсерс» выиграли эту серию со счетом 4-2 и в пятый раз за семь лет сошлись с «Никс» в финале конференции. 2 июня 2000 года шестая игра в Мэдисон-Сквер-Гарден была успешно завершена благодаря 34 очкам Миллера, 17 из которых пришлись на четвертую четверть.
«Пэйсерс» вышли в финал НБА впервые и единственный раз в истории франшизы, встретившись с «Лос-Анджелес Лейкерс» во главе с Шакилом О’Нилом и Коби Брайантом. «Пэйсерс» проиграли серию 4-2, хотя Миллер набирал в среднем 24,3 очка за игру в этой серии.
В 2002 году Миллер почти в одиночку сражался с «Нью-Джерси Нетс» в пятой и последней игре первого раунда плей-офф. Сначала, после двух промазанных штрафных броска Ричарда Джефферсона из «Нью-Джерси», Миллер перевел игру в овертайм, осуществив трехочковый бросок с сиреной с 40 футов (12 метров). Затем, когда «Пэйсерс» уступали два очка на последних секундах первого овертайма, Миллер прошел в трёх секундную зону и забил сверху через трех защитников «Нью-Джерси Нетс», переведя игру во второй овертайм. Хотя «Пэйсерс» в конечном итоге проиграли «Нетс» со счетом 120—109, эта игра добавила еще одну главу в наследие Миллера как игрока, которому можно доверить финальный бросок (клатч-игрок).
На закате своей карьеры Миллер уступил свою роль лидера товарищу по команде Джермейну О’Нилу. Хотя Миллер больше не был главным бомбардиром команды, он оставался основным игроком в решающие моменты до конца своей карьеры. 4 января 2005 года, Джермейн О’Нил совершил благороднейший поступок по отношению к Редджи Миллеру. Джермейн набрал 55 очков, и попросил замены, чтобы сохранить рекорд Миллера в 57 очков за «Индиану».
В 2005 году, после дисквалификаций звездных партнеров по команде О’Нила, Стивена Джексона и Рона Артеста за драку с болельщиками в Детройте, Миллер в среднем набирал почти 20 очков за игру на протяжении сезона. 18 марта в возрасте 39 лет он набрал 39 очков в матче против «Лос-Анджелес Лейкерс». В январе Миллер опроверг слухи о том, что он завершает карьеру в конце сезона, заявив, что если он и решит уйти, то объявит об этом через свою сестру Шерил. 10 февраля Шерил, которая сейчас работает репортером на TNT, сообщила, что ее брат озвучил ей о своём решении завершить карьеру в конце сезона.
11 апреля в игре против «Торонто Рэпторс» Миллер обошел Джерри Уэста и занял 12-е место в списке бомбардиров НБА всех времен.
Последняя игра Миллера состоялась 19 мая 2005 года в «Консеко-филдхаус», когда «Пэйсерс» проиграли «Детройт Пистонс» со счетом 88-79 в полуфинале Восточной конференции, завершив серию со счетом 4-2. В этой игре Миллер набрал 27 очков, реализовав 11 из 16 бросков с игры, включая четыре из восьми трехочковых.

## Спортивная карьера
Все 18 лет своей профессиональной карьеры Миллер провёл в клубе Национальной баскетбольной ассоциации «Индиана Пэйсерс». Знаменит своим мастерством реализации трёхочковых бросков. Удерживает третью строчку в НБА (после Рэя Аллена и Стефена Карри) по числу реализованных за карьеру трёхочковых (2560). Пять раз участвовал в матче всех звёзд НБА, трижды включался в символическую сборную всех звёзд. В настоящее время он комментирует матчи НБА на канале TNT.
Миллер — один из четырёх игроков «Пэйсерс» (другие три — это Роджер Браун, Мел Дэниелс и Джордж Макгиннис), чьи номера были навсегда закреплены за ними (это означает, что под номером 31, принадлежавшим Миллеру, никто никогда за «Пэйсерс» играть не будет). На праздновании 40-летия «Пэйсерс» в 2007 году Реджи Миллер был выбран в символическую сборную лучших игроков клуба.
В составе сборной США становился олимпийским чемпионом в 1996 году. Дважды (в 1994 и 2002 годах) играл на чемпионатах мира, стал чемпионом в 1994 году.
7 сентября 2012 года Миллер был введён в Зал славы баскетбола.

## Статистика в НБА
| Сезон   | Команда | Регулярный сезон | Регулярный сезон | Регулярный сезон | Регулярный сезон | Регулярный сезон | Регулярный сезон | Регулярный сезон | Регулярный сезон | Регулярный сезон | Регулярный сезон | Регулярный сезон | Серия плей-офф | Серия плей-офф | Серия плей-офф | Серия плей-офф | Серия плей-офф | Серия плей-офф | Серия плей-офф | Серия плей-офф | Серия плей-офф | Серия плей-офф | Серия плей-офф |
| Сезон   | Команда | GP               | GS               | MPG              | FG%              | 3P%              | FT%              | RPG              | APG              | SPG              | BPG              | PPG              | GP             | GS             | MPG            | FG%            | 3P%            | FT%            | RPG            | APG            | SPG            | BPG            | PPG            |
| ------- | ------- | ---------------- | ---------------- | ---------------- | ---------------- | ---------------- | ---------------- | ---------------- | ---------------- | ---------------- | ---------------- | ---------------- | -------------- | -------------- | -------------- | -------------- | -------------- | -------------- | -------------- | -------------- | -------------- | -------------- | -------------- |
| 1987/88 | Индиана | 82               | 1                | 22,4             | 48,8             | 35,5             | 80,1             | 2,3              | 1,6              | 0,6              | 0,2              | 10,0             | Не участвовал  | Не участвовал  | Не участвовал  | Не участвовал  | Не участвовал  | Не участвовал  | Не участвовал  | Не участвовал  | Не участвовал  | Не участвовал  | Не участвовал  |
| 1988/89 | Индиана | 74               | 70               | 34,3             | 47,9             | 40,2             | 84,4             | 3,9              | 3,1              | 1,3              | 0,4              | 16,0             | Не участвовал  | Не участвовал  | Не участвовал  | Не участвовал  | Не участвовал  | Не участвовал  | Не участвовал  | Не участвовал  | Не участвовал  | Не участвовал  | Не участвовал  |
| 1989/90 | Индиана | 82               | 82               | 38,9             | 51,4             | 41,4             | 86,8             | 3,6              | 3,8              | 1,3              | 0,2              | 24,6             | 3              | 3              | 41,7           | 57,1           | 42,9           | 90,5           | 4,0            | 2,0            | 1,0            | 0,0            | 20,7           |
| 1990/91 | Индиана | 82               | 82               | 36,2             | 51,2             | 34,8             | 91,8             | 3,4              | 4,0              | 1,3              | 0,2              | 22,6             | 5              | 5              | 38,6           | 48,6           | 42,1           | 86,5           | 3,2            | 2,8            | 1,6            | 0,4            | 21,6           |
| 1991/92 | Индиана | 82               | 81               | 38,0             | 50,1             | 37,8             | 85,8             | 3,9              | 3,8              | 1,3              | 0,3              | 20,7             | 3              | 3              | 43,3           | 58,1           | 63,6           | 80,0           | 2,3            | 4,7            | 1,3            | 0,0            | 27,0           |
| 1992/93 | Индиана | 82               | 82               | 36,0             | 47,9             | 39,9             | 88,0             | 3,1              | 3,2              | 1,5              | 0,3              | 21,2             | 4              | 4              | 43,8           | 53,3           | 52,6           | 94,7           | 3,0            | 2,8            | 0,8            | 0,0            | 31,5           |
| 1993/94 | Индиана | 79               | 79               | 33,4             | 50,3             | 42,1             | 90,8             | 2,7              | 3,1              | 1,5              | 0,3              | 19,9             | 16             | 16             | 36,0           | 44,8           | 42,2           | 83,9           | 3,0            | 2,9            | 1,3            | 0,3            | 23,2           |
| 1994/95 | Индиана | 81               | 81               | 32,9             | 46,2             | 41,5             | 89,7             | 2,6              | 3,0              | 1,2              | 0,2              | 19,6             | 17             | 17             | 37,7           | 47,6           | 42,2           | 86,0           | 3,6            | 2,1            | 0,9            | 0,2            | 25,5           |
| 1995/96 | Индиана | 76               | 76               | 34,5             | 47,3             | 41,0             | 86,3             | 2,8              | 3,3              | 1,0              | 0,2              | 21,1             | 1              | 1              | 31,0           | 41,2           | 33,3           | 86,7           | 1,0            | 1,0            | 1,0            | 0,0            | 29,0           |
| 1996/97 | Индиана | 81               | 81               | 36,6             | 44,4             | 42,7             | 88,0             | 3,5              | 3,4              | 0,9              | 0,3              | 21,6             | Не участвовал  | Не участвовал  | Не участвовал  | Не участвовал  | Не участвовал  | Не участвовал  | Не участвовал  | Не участвовал  | Не участвовал  | Не участвовал  | Не участвовал  |
| 1997/98 | Индиана | 81               | 81               | 34,5             | 47,7             | 42,9             | 86,8             | 2,9              | 2,1              | 1,0              | 0,1              | 19,5             | 16             | 16             | 39,3           | 42,6           | 40,0           | 90,4           | 1,8            | 2,0            | 1,2            | 0,2            | 19,9           |
| 1998/99 | Индиана | 50               | 50               | 35,7             | 43,8             | 38,5             | 91,5             | 2,7              | 2,2              | 0,7              | 0,2              | 18,4             | 13             | 13             | 37,0           | 39,7           | 33,3           | 89,5           | 3,9            | 2,6            | 0,7            | 0,2            | 20,2           |
| 1999/00 | Индиана | 81               | 81               | 36,9             | 44,8             | 40,8             | 91,9             | 3,0              | 2,3              | 1,0              | 0,3              | 18,1             | 22             | 22             | 40,5           | 45,2           | 39,5           | 93,8           | 2,4            | 2,7            | 1,0            | 0,5            | 24,0           |
| 2000/01 | Индиана | 81               | 81               | 39,3             | 44,0             | 36,6             | 92,8             | 3,5              | 3,2              | 1,0              | 0,2              | 18,9             | 4              | 4              | 44,3           | 45,6           | 42,9           | 93,3           | 5,0            | 2,5            | 0,8            | 0,5            | 31,3           |
| 2001/02 | Индиана | 79               | 79               | 36,6             | 45,3             | 40,6             | 91,1             | 2,8              | 3,2              | 1,1              | 0,1              | 16,5             | 5              | 5              | 39,6           | 50,6           | 41,9           | 87,5           | 3,2            | 2,8            | 1,6            | 0,2            | 23,6           |
| 2002/03 | Индиана | 70               | 70               | 30,3             | 44,1             | 35,5             | 90,0             | 2,5              | 2,4              | 0,9              | 0,1              | 12,6             | 6              | 6              | 29,3           | 28,3           | 16,0           | 91,3           | 2,3            | 2,3            | 0,2            | 0,2            | 9,2            |
| 2003/04 | Индиана | 80               | 80               | 28,2             | 43,8             | 40,1             | 88,5             | 2,4              | 3,1              | 0,8              | 0,1              | 10,0             | 16             | 16             | 28,4           | 40,2           | 37,5           | 92,2           | 2,3            | 2,8            | 1,1            | 0,2            | 10,1           |
| 2004/05 | Индиана | 66               | 66               | 31,9             | 43,7             | 32,2             | 93,3             | 2,4              | 2,2              | 0,8              | 0,1              | 14,8             | 13             | 13             | 33,1           | 43,4           | 31,8           | 94,1           | 3,1            | 1,5            | 0,8            | 0,1            | 14,8           |
|         | Всего   | 1389             | 1303             | 34,3             | 47,1             | 39,5             | 88,8             | 3,0              | 3,0              | 1,1              | 0,2              | 18,2             | 144            | 144            | 36,9           | 44,9           | 39,0           | 89,3           | 2,9            | 2,5            | 1,0            | 0,2            | 20,6           |